# مالك حسيني
مالك حسيني (بالفارسية: مالک حسینی) هو أديب ومترجم إيراني، ولد في 1968 في نجف آباد في إيران.